# Саджида Тульфах
Са́джида Хейралла Тульфа́х (араб. ساجدة خيرالله طلفاح‎, 24 июня 1937) — первая жена Саддама Хусейна, мать его сыновей Удея и Кусея и дочерей Рагад, Раны, Халы. 

## Биография
Саджида Тульфах — старшая дочь Хейраллаха Тульфаха, приходилась Саддаму также двоюродной сестрой. Воспитывалась в семье своего отца вместе с братом Аднаном Хейраллахом и сестрой. Несколько первых лет жизни в семье Хейраллаха воспитывался и оставшийся без отца Саддам, за которого она вышла замуж в 1963.
По многочисленным свидетельствам, после того, как её муж стал президентом Ирака, Саджида стала вести роскошный образ жизни, у неё появилась страсть к драгоценностям.
В 1986 Саддам женится на Самире Шахбандар, Саджида при этом также остаётся его женой. Однако второй брак Саддама разгневал её. Их старший сын Удей, обеспокоенный перспективами своего наследства, воспринял поступок отца как оскорбление матери. С Саддамом они не развелись до самой его казни. Хотя Саджида редко появлялась на публике с мужем, после этого случая в иракских СМИ появились многочисленные фотографии и видеоролики, изображающие Саддама и Саджиду с детьми.
Однако в 1989 в семье иракского лидера происходит новый разлад. Брат Саджиды Аднан Хейраллах гибнет, разбившись на вертолёте близ Мосула. По официальной версии, его вертолёт попал в песчаную бурю, однако многие склонны винить в его смерти Саддама, опасавшегося роста популярности двоюродного брата.
С началом войны в Персидском заливе Саджида, как и многие члены президентской семьи, покинула Ирак и вернулась уже после окончания боевых действий. Одним из возможных мест её пребывания называют Швейцарию.
В 2003, перед началом американских бомбардировок, Саджида с дочерью Халой перебирается в Катар, тогда как две старших дочери — Рагад и Рана — укрываются в Иордании. Она же нанимает и многонациональную команду адвокатов для защиты пойманного в декабре 2003 мужа.
Новые иракские власти также обвиняли её в поддержке иракского сопротивления, однако адвокаты Саддама назвали эти обвинения беспочвенными, указав, что Саджида живёт в Катаре и не общается даже с ними, а также нуждается в постоянном уходе.
Саддам Хусейн наградил свою жену Саджиду Хейралла Тульфах высшим иракским партийным орденом и титулом «боевой товарищ номер один». Награда была присуждена за «важный вклад в великие достижения иракского народа и партии „Баас“».
В 2006 году Саджида Тульфах была объявлена иракскими властями в розыск.
После 2003 года следы Тульфах обрываются, её текущее местоположение неизвестно.